# 尼尼微鎮區 (密蘇里州林肯縣)
尼尼微鎮區（英語：Nineveh Township）是位於美國密蘇里州林肯縣的一個行政鎮區。

## 地方資料
尼尼微鎮區的面積為95.80平方千米，當中陸地面積為95.16平方千米，而水域面積為0.64平方千米。根據2020年美國人口普查的數據，當地共有人口429人，而人口密度為每平方千米4.48人。